# Callohesma flava
Callohesma flava là một loài Hymenoptera trong họ Colletidae. Loài này được Exley mô tả khoa học năm 1974.